# Colette (filme)
Colette (bra/prt: Colette) é um filme britano-magiar-estadunidense de 2018, do gênero drama biográfico, dirigido por Wash Westmoreland, com roteiro de Rebecca Lenkiewicz, Richard Glatzerdo e do próprio diretor, baseado na vida da jornalista e escritora Gabrielle Colette. Estrelado por Keira Knightley e Dominic West, foi lançado no Festival Sundance de Cinema em 22 de janeiro.

## Elenco
- Keira Knightley .... Gabrielle Colette
- Dominic West .... Henry Gauthier-Villars
- Aiysha Hart .... Polaire
- Fiona Shaw
- Denise Gough .... Mathilde de Morny
- Robert Pugh
- Rebecca Root
- Eleanor Tomlinson .... Georgie Raoul-Duval
- Julian Wadham